# Grania americana
Grania americana är en ringmaskart som beskrevs av Kennedy 1966. Grania americana ingår i släktet Grania och familjen småringmaskar. Inga underarter finns listade i Catalogue of Life.